# Monacos Grand Prix 2022
Monacos Grand Prix 2022, officiellt Formula 1 Grand Prix de Monaco 2022, var ett Formel 1-lopp som kördes den 29 maj 2022 på Circuit de Monaco i Furstendömet Monaco. Loppet var det sjunde loppet ingående i Formel 1-säsongen 2022 och kördes över 64 varv (78 varv planerat).

## Bakgrund

### Ställning i mästerskapet före loppet
| Pos. | Förare            | Poäng |
| ---- | ----------------- | ----- |
| 1 ▬  | Max Verstappen    | 110   |
| 2 ▬  | Charles Leclerc   | 104   |
| 3 ▬  | Sergio Pérez      | 85    |
| 4 ▬  | George Russell    | 74    |
| 5 ▬  | Carlos Sainz, Jr. | 65    |

| Pos. | Konstruktör        | Poäng |
| ---- | ------------------ | ----- |
| 1 ▬  | Red Bull           | 195   |
| 2 ▬  | Ferrari            | 169   |
| 3 ▬  | Mercedes           | 120   |
| 4 ▬  | McLaren-Mercedes   | 50    |
| 5 ▬  | Alfa Romeo-Ferrari | 39    |

- Notering: Endast de fem bästa placeringarna i vardera mästerskap finns med på listorna.

### Deltagare
Förarna och teamen var desamma som säsongens anmälningslista utan ytterligare förare för tävlingen. 

### Däckval
Däckleverantören Pirelli tog med sig däckblandningarna C3, C4 och C5 (betecknade hårda, medium respektive mjuka) för stallen att använda under tävlingshelgen.

## Träningspassen
Tre träningspass kommer att äga rum, alla under en timmes tid. För första gången, trots Monacotraditionen, hölls de två första passen inte på torsdagen utan på fredagen, likt de andra Grand Prix-helgerna under säsongen. De två första träningspassen ägde rum klockan 14:00 respektive 17:00 lokal tid (UTC+02:00) den 27 maj. Det sista passet kördes den 28 maj, 13:00 lokal tid, före kvalet.

## Kvalet
Kvalet kördes klockan 16:00 lokal tid (UTC+02:00) lördagen den 28 maj 2022.
| Pos.                    | Nr. | Förare           | Konstruktör           | Kvaltider | Kvaltider | Kvaltider | Start- grid |
| Pos.                    | Nr. | Förare           | Konstruktör           | Q1        | Q2        | Q3        | Start- grid |
| ----------------------- | --- | ---------------- | --------------------- | --------- | --------- | --------- | ----------- |
| 1                       | 16  | Charles Leclerc  | Ferrari               | 1:12.569  | 1:11.864  | 1:11.376  | 1           |
| 2                       | 55  | Carlos Sainz Jr. | Ferrari               | 1:12.616  | 1:12.074  | 1:11.601  | 2           |
| 3                       | 11  | Sergio Pérez     | Red Bull Racing-RBPT  | 1:13.004  | 1:11.954  | 1:11.629  | 3           |
| 4                       | 1   | Max Verstappen   | Red Bull Racing-RBPT  | 1:12.993  | 1:12.117  | 1:11.666  | 4           |
| 5                       | 4   | Lando Norris     | McLaren-Mercedes      | 1:12.927  | 1:12.266  | 1:11.849  | 5           |
| 6                       | 63  | George Russell   | Mercedes              | 1:12.787  | 1:12.617  | 1:12.112  | 6           |
| 7                       | 14  | Fernando Alonso  | Alpine-Renault        | 1:13.394  | 1:12.688  | 1:12.247  | 7           |
| 8                       | 44  | Lewis Hamilton   | Mercedes              | 1:13.444  | 1:12.595  | 1:12.560  | 8           |
| 9                       | 5   | Sebastian Vettel | Aston Martin-Mercedes | 1:13.313  | 1:12.613  | 1:12.732  | 9           |
| 10                      | 31  | Esteban Ocon     | Alpine-Renault        | 1:12.848  | 1:12.528  | 1:13.047  | 10          |
| 11                      | 22  | Yuki Tsunoda     | AlphaTauri-RBPT       | 1:13.110  | 1:12.797  | N/A       | 11          |
| 12                      | 77  | Valtteri Bottas  | Alfa Romeo-Ferrari    | 1:13.541  | 1:12.909  | N/A       | 12          |
| 13                      | 20  | Kevin Magnussen  | Haas-Ferrari          | 1:13.069  | 1:12.921  | N/A       | 13          |
| 14                      | 3   | Daniel Ricciardo | McLaren-Mercedes      | 1:13.338  | 1:12.964  | N/A       | 14          |
| 15                      | 47  | Mick Schumacher  | Haas-Ferrari          | 1:13.469  | 1:13.081  | N/A       | 15          |
| 16                      | 23  | Alexander Albon  | Williams-Mercedes     | 1:13.611  | N/A       | N/A       | 16          |
| 17                      | 10  | Pierre Gasly     | AlphaTauri-RBPT       | 1:13.660  | N/A       | N/A       | 17          |
| 18                      | 18  | Lance Stroll     | Aston Martin-Mercedes | 1:13.678  | N/A       | N/A       | 18          |
| 19                      | 6   | Nicholas Latifi  | Williams-Mercedes     | 1:14.403  | N/A       | N/A       | 19          |
| 20                      | 24  | Zhou Guanyu      | Alfa Romeo-Ferrari    | 1:15.606  | N/A       | N/A       | 20          |
| 107 %-gränsen: 1:17.648 |     |                  |                       |           |           |           |             |
| Källor:                 |     |                  |                       |           |           |           |             |

## Loppet
Loppet var planerat att starta klockan 15.00 lokal tid den 29 maj och planerades att köras över 78 varv. Loppets starttid senarelagdes sedan till 15.16 och startade bakom säkerhetsbil på grund av regn. Efter två varv bakom säkerhetsbilen blev loppet rödflaggat. Tävlingen startade om klockan 16:10 bakom säkerhetsbil tills den gick in i depå vid varv 3 för att officiellt starta loppet. Loppet rödflaggades igen på varv 30, då Mick Schumacher kraschat och skadat en banbarriär. Tävlingen återupptogs klockan 17:15 bakom säkerhetsbil.. Loppet pågick sedan till dess gränsen på två timmar var nådd.
| Pos.                                                                   | Nr. | Förare           | Konstruktör           | Varv | Tid/Bröt           | Grid | Poäng |
| ---------------------------------------------------------------------- | --- | ---------------- | --------------------- | ---- | ------------------ | ---- | ----- |
| 1                                                                      | 11  | Sergio Pérez     | Red Bull Racing-RBPT  | 64   | 1:56:30.265        | 3    | 25    |
| 2                                                                      | 55  | Carlos Sainz Jr. | Ferrari               | 64   | +1.154             | 2    | 18    |
| 3                                                                      | 1   | Max Verstappen   | Red Bull Racing-RBPT  | 64   | +1.491             | 4    | 15    |
| 4                                                                      | 16  | Charles Leclerc  | Ferrari               | 64   | +2.922             | 1    | 12    |
| 5                                                                      | 63  | George Russell   | Mercedes              | 64   | +11.968            | 6    | 10    |
| 6                                                                      | 4   | Lando Norris     | McLaren-Mercedes      | 64   | +12.231            | 5    | 91    |
| 7                                                                      | 14  | Fernando Alonso  | Alpine-Renault        | 64   | +46.358            | 7    | 6     |
| 8                                                                      | 44  | Lewis Hamilton   | Mercedes              | 64   | +50.388            | 8    | 4     |
| 9                                                                      | 77  | Valtteri Bottas  | Alfa Romeo-Ferrari    | 64   | +52.525            | 12   | 2     |
| 10                                                                     | 5   | Sebastian Vettel | Aston Martin-Mercedes | 64   | +53.536            | 9    | 1     |
| 11                                                                     | 10  | Pierre Gasly     | AlphaTauri-RBPT       | 64   | +54.289            | 17   |       |
| 12                                                                     | 31  | Esteban Ocon     | Alpine-Renault        | 64   | +55.6442           | 10   |       |
| 13                                                                     | 3   | Daniel Ricciardo | McLaren-Mercedes      | 64   | +57.635            | 14   |       |
| 14                                                                     | 18  | Lance Stroll     | Aston Martin-Mercedes | 64   | +1:00.802          | 18   |       |
| 15                                                                     | 6   | Nicholas Latifi  | Williams-Mercedes     | 63   | +1 varv            | 19   |       |
| 16                                                                     | 24  | Zhou Guanyu      | Alfa Romeo-Ferrari    | 63   | +1 varv            | 20   |       |
| 17                                                                     | 22  | Yuki Tsunoda     | AlphaTauri-RBPT       | 63   | +1 varv            | 11   |       |
| RET                                                                    | 23  | Alexander Albon  | Williams-Mercedes     | 48   | Mekaniskt problem3 | 16   |       |
| RET                                                                    | 47  | Mick Schumacher  | Haas-Ferrari          | 24   | Olycka             | 15   |       |
| RET                                                                    | 20  | Kevin Magnussen  | Haas-Ferrari          | 19   | Vattentryck        | 13   |       |
| Snabbaste varvet: Lando Norris (McLaren-Mercedes) – 1:14.693 (varv 55) |     |                  |                       |      |                    |      |       |
| Source:                                                                |     |                  |                       |      |                    |      |       |

Notes
- ^1  – Inkluderar en extra poäng för snabbaste varv.[10]
- ^2  – Esteban Ocon kom i mål på 9:e plats, men tilldelades fem sekunders strafftillägg för att ha orsakat en kollision med Lewis Hamilton.[9]
- ^3  – Alexander Albon tilldelades fem sekunders strafftillägg för att ha kört utanför bangränsen och skaffat sig en fördel av detta. Hans slutposition påverkades inte av detta, då han bröt loppet.[9]

## Ställning i mästerskapet efter loppet
| Pos. | Förare            | Poäng |
| ---- | ----------------- | ----- |
| 1 ▬  | Max Verstappen    | 125   |
| 2 ▬  | Charles Leclerc   | 116   |
| 3 ▬  | Sergio Pérez      | 110   |
| 4 ▬  | George Russell    | 84    |
| 5 ▬  | Carlos Sainz, Jr. | 83    |

| Pos. | Konstruktör        | Poäng |
| ---- | ------------------ | ----- |
| 1 ▬  | Red Bull           | 235   |
| 2 ▬  | Ferrari            | 199   |
| 3 ▬  | Mercedes           | 134   |
| 4 ▬  | McLaren-Mercedes   | 59    |
| 5 ▬  | Alfa Romeo-Ferrari | 41    |

- Notering: Endast de fem bästa placeringarna i vardera mästerskap finns med på listorna.